# My Kippilä
My Kippilä, född 10 juli 1996 i Borgå, är en finlandssvensk innebandyspelare. Kippilä representerar säsongen 2020/2021 KAIS Mora IF som spelar i Svenska Superligan för damer och Finlands damlandslag i innebandy. Kippilä spelar som back. 

## Biografi
Kippilä blev nationellt känd under VM 2015 i Tammerfors där hon som 19-åring gjorde mästerskapsdebut på seniornivå. I VM-finalens straffläggning mot Sverige gjorde hon ett mål på en zorrofint som blev bortdömt på grund av att bollen rört sig i riktning från målet och Finland förlorade matchen. Kippilä vann sitt andra VM-silver vid VM 2017 i Bratislava. Under VM 2019 i Neuchâtel tog Finland brons och Kippilä valdes till en av turneringens bästa spelare.
I åldern 8–12 år spelade Kippilä i pojklaget PSS Pantterit. Redan som 15-åring uppmärksammades hon av den finska innebandytidningen Salibandy efter att ha gjort ett snyggt mål mot Sverige i EFT-turneringen för flickor U19.
Den svenska tidningen Innebandymagazinet rankade Kippilä som den sjunde bästa kvinnliga innebandyspelaren i världen år 2018.